# Houssam ben Abdelmohsen Al-Anqari
Dr. Hussam Abdulmohsen Alangari est un haut fonctionnaire saoudien et président de la Cour générale des comptes (GCA) (en). Il a été nommé par décret royal en mai 2016.

## Leadership transformateur à la Cour générale des comptes (GCA)
Depuis qu'il a pris ses fonctions, le Dr Alangari a mené une restructuration transformatrice de la Cour générale des comptes visant à renforcer l'indépendance de cette dernière, à renforcer ses capacités professionnelles et à améliorer ses compétences. Cette initiative a abouti à la publication d'un décret royal qui a remplacé le nom initial « Bureau général des comptes » par « Cour générale des comptes » et a modifié plusieurs articles de son règlement. Ces modifications ont élevé la structure hiérarchique de la GCA au niveau du roi et lui ont conféré une personnalité juridique, ainsi qu'une indépendance financière et administrative. Ces modifications ont été suivies par l'adoption d'une structure organisationnelle révisée et d'un règlement financier et administratif actualisé.
Le Dr Alangari a dirigé la transition des audits du secteur public à la suite du projet de transformation nationale de la comptabilité de caisse à la comptabilité d'exercice, y compris l'audit des premiers états financiers consolidés du Royaume. Sous sa direction, des méthodologies d'audit complètes ont été élaborées conformément aux Normes internationales des institutions supérieures de contrôle des finances publiques (ISSAI) et aux meilleures pratiques. La mise en œuvre de ces méthodologies est facilitée par une plateforme d'audit électronique avancée (Shamel).
La plateforme d'audit Shamel a été introduite sous la direction du Dr Alangari, puis mise à niveau vers Shamel 2.0, dans le cadre de la transformation numérique de la GCA. Shamel incorpore des techniques d'audit et des outils d'analyse de données gérés par l'IA et s'intègre à plusieurs plateformes gouvernementales, fournissant des données en temps réel et rationalisant la communication entre la GCA et ses entités auditées.
Le Dr Alangari a également donné la priorité au capital humain et a créé le Human Excellence and Motivation Hub (HEMH), qui vise à améliorer les performances du personnel par le biais d'évaluations et de programmes de développement objectifs et fondés sur la technologie.
Les initiatives prises par le Dr Alangari devraient permettre d'améliorer considérablement la surveillance financière dans le Royaume et donc de promouvoir la responsabilité et la transparence, conformément au plan Saudi Vision 2030.

## Contributions régionales et internationales
Au niveau international, le Dr Alangari a été un fervent défenseur de l'indépendance des institutions supérieures de contrôle (ISC), promouvant activement les meilleures pratiques en matière d'audit, de gouvernance et de responsabilité dans le secteur public. Il occupe des fonctions importantes au sein de l'Organisation internationale des institutions supérieures de contrôle des finances publiques (INTOSAI), notamment celles de deuxième vice-président, de président de la Commission des affaires politiques, financières et administratives (PFAC) et de coprésident du Comité de pilotage de la coopération INTOSAI-bailleurs de fonds (IDSC). Il est également membre du conseil d'administration de l'Initiative de développement de l'INTOSAI (IDI), président de l'Organisation arabe des institutions supérieures de contrôle des finances publiques (ARABOSAI) et membre du comité directeur de l'Organisation asiatique des institutions supérieures de contrôle des finances publiques (ASOSAI). En outre, le Dr Alangari est membre du conseil d'administration mondial de l'Institute of Internal Auditors (IIA). Au niveau national, il est président du conseil d'administration du Saudi Institute of Internal Auditors et président de l'Arab Confederation for Institutes of Internal Auditors.
Ses contributions ont fait progresser l'autonomie et l'efficacité des institutions supérieures de contrôle, en particulier dans les pays en développement, où il a fourni un soutien institutionnel et des ressources de renforcement des capacités par le biais d'initiatives harmonisées avec le Programme des Nations unies pour le développement. Ces actions ont renforcé le rôle des institutions supérieures de contrôle dans le suivi des Objectifs de développement durable (ODD), établissant de nouvelles références en matière de transparence et d'efficacité à l'échelle mondiale.

## Expérience professionnelle
Le Dr Alangari a obtenu son doctorat en comptabilité et gestion financière à l'université de l'Essex, au Royaume-Uni, en 2000. Par la suite, sur la base de ses nombreux travaux de recherche, il a été promu professeur titulaire à l'université du Roi Abdulaziz en Arabie saoudite en 2008. Au cours de son mandat, il a été conférencier et chercheur universitaire, ainsi que doyen de la faculté d'économie et d'administration et de la faculté de droit. En outre, il a été nommé président ou membre de divers conseils et comités dans les secteurs privé et public, ainsi que d'organismes professionnels locaux et régionaux.
Après sa carrière universitaire, le Dr Alangari a été nommé par décret royal membre du Conseil de la Choura (le Parlement saoudien) pour un mandat de quatre ans, de 2013 à 2016. Au cours de cette période, il a été élu vice-président du comité financier pour les deux premières années, puis président pour les troisième et quatrième années. Il a déposé cinq propositions de nouvelles lois et d'amendements à des lois existantes en s’appuyant sur l'Article 23 de la loi du Conseil de la Choura, qui ont toutes été acceptées pour être étudiées plus en profondeur par le Conseil.